# باسل دين
باسل دين (بالإنجليزية: Basil Dean)‏ (و. 1887 – 1978 م) هو ممثل، ومخرج أفلام، وكاتب سيناريو، ومنتج أفلام، وكاتب، وكاتب مسرحي، وممثل مسرحي، ومخرج مسرحي بريطاني، توفي في وستمنستر، عن عمر يناهز 91 عاماً، بسبب نوبة قلبية.

## التعليم
تعلم في Whitgift School ‏
.

## جوائز
حصل على جوائز منها:

نيشان الامبراطورية البريطانية من رتبة قائد

## وصلات خارجية
- باسل دين على موقع IMDb (الإنجليزية)
- باسل دين على موقع الموسوعة البريطانية (الإنجليزية)
- باسل دين على موقع ألو سيني (الفرنسية)
- باسل دين على موقع أول موفي (الإنجليزية)
- باسل دين على موقع قاعدة بيانات برودواي على الإنترنت (الإنجليزية)
- باسل دين على موقع قاعدة بيانات الأفلام السويدية (السويدية)
- باسل دين على موقع قاعدة بيانات الفيلم (الإنجليزية)
- باسل دين على موقع كينوبويسك (الروسية)